# Maireana astrotricha
Maireana astrotricha là loài thực vật có hoa thuộc họ Dền. Loài này được (L. Johnson) Paul G. Wilson mô tả khoa học đầu tiên năm 1975.